# Episema bistrigata
Episema bistrigata är en fjärilsart som beskrevs av Ludwig Osthelder. Episema bistrigata ingår i släktet Episema och familjen nattflyn. Inga underarter finns listade i Catalogue of Life.